# Hato (Curaçao)
Hato – miejscowość (plaats) w dystrykcie Bandabou, w kraju autonomicznym Curaçao, należącym do Holandii, w Ameryce Południowej. 20 października 2023 r. liczyła 39 mieszkańców.
Znajduje się tutaj jedyny port lotniczy na wyspie Curaçao, jaskinie. Stoi tutaj 15 domów, jeden blok, jest kilka wypożyczalni samochodów. Niegdyś znajdowała się tutaj również plantacja.